# (1284) Latvia
(1284) Latvia és un asteroide del cinturó principal descobert per l'astrònom Karl Wilhelm Reinmuth en 1933 des de l'observatori de Heidelberg-Königstuhl, Heidelberg, Alemanya. Porta el seu nom en honor de l'estat europeu de Letònia.
S'estima que té un diàmetre de 36,81 ± 1,2 km. La seva distància mínima d'intersecció de l'òrbita terrestre és d'1,23223 ua. El seu TJ és de 3,347.
Les observacions fotomètriques recollides d'aquest asteroide mostren un període de rotació de 9,55 hores, amb una variació de lluentor de 10,24 de magnitud absoluta.